# Wola Pacyńska
Wola Pacyńska – wieś sołecka w Polsce położona w województwie mazowieckim, w powiecie gostynińskim, w gminie Pacyna.
W latach 1975–1998 miejscowość administracyjnie należała do województwa płockiego.